# Robert de Baudricourt
Pour les articles homonymes, voir Baudricourt (homonymie).
Robert de Baudricourt (mort entre février et août 1454) est un seigneur de Baudricourt, Blaise, Buxy/Bussy (Bussy ?) et Sorcy.
Fidèle serviteur du roi Charles VII, il demeure surtout connu pour avoir fourni une escorte à Jeanne d'Arc afin qu'elle se rende à Chinon pour rencontrer le souverain.

## Biographie
Il est le fils de Liébaud de Baudricourt, chevalier et chambellan du roi, petit-fils de Jean de Baudricourt, écuyer, et de Marguerite d'Aulnay, dame de Blaise, petite-fille de Philippe d'Aunay (v. 1290/93-1314), impliqué dans le scandale de la Tour de Nesle, amant de Marguerite de Bourgogne.
Il est nommé capitaine de Vaucouleurs en 1415, une châtellenie aux confins du duché de Bar et du duché de Lorraine dépendant directement du Royaume de France; Vaucouleurs dont relevait une partie du village de Domrémy. Il est également conseiller diplomatique, militaire et chambellan du duc de Bar René d'Anjou étant un fidèle serviteur de la famille d'Anjou.
De 1420 à 1429 Il résiste farouchement aux Anglo-Bourguignons et à son ennemi juré Jean de Vergy avec l'aide de son ami et allié Robert de Sarrebruck, seigneur de Commercy.
Jeanne d'Arc va trouver Robert de Baudricourt à Vaucouleurs afin qu'il lui donne une escorte pour qu'elle puisse se rendre auprès du roi Charles VII à Chinon. Après un premier refus en mai 1428 ou janvier 1429, Baudricourt finit par accepter en février 1429. Il aurait ponctué sa décision ainsi : « Va... va et advienne que pourra. »
Le capitaine Baudricourt est également aux côtés de René d'Anjou à la bataille de Bulgnéville le 2 juillet 1431. Il s'enfuit du champ de bataille afin de ne pas être pris par l'ennemi anglo-bourguignon.
On lui donne sept enfants de ses trois mariages, dont le maréchal Jean de Baudricourt seigneur de Choiseul (vers 1433/1435-1499), mais l'essentiel de l'héritage ira finalement à sa petite-fille Catherine de St-Belin, † 1501, fille de Marguerite de Baudricourt et de Geoffroy de St-Belin, mariée à Jean (IV) de Chaumont d'Amboise, d'où postérité.

## Hommage
En 1865, la rue Baudricourt dans le 13e arrondissement de Paris a été nommée ainsi en raison de la proximité de la place Jeanne-d'Arc.